# José Benites
José Antonio Benites Mero (Guayas, Ecuador; 30 de marzo de 1990) es un defensa ecuatoriano que se desempeña en la posición de defensa, actualmente milita en el Guayaquil Sport Club.

## Trayectoria

### Inicios
De la cantera de Rocafuerte F. C., debutando profesionalmente en el 2008 en la Segunda Categoría de Ecuador con 18 años. en este mismo club logra ascender a la Serie B de Ecuador en el 2009, hasta el 2012 que el club desciende nuevamente Segunda Categoría.

### Post-Rocafuerte: Patria, Guayaquil & Toreros
Luego de salir de Rocafuerte Fútbol Club en el 2013, en adelante tuvo varias oportunidades en varios equipos importantes del Ecuador.
como son Club Sport Patria, Guayaquil Sport Club y Toreros Fútbol Club.

### Rocafuerte (2ª Etapa)
Para el 2017 retorna a su club que lo vio nacer Rocafuerte Fútbol Club que actualmente se encuentra jugando FASE NACIONAL (Tercera Etapa) del Campeonato Ecuatoriano de Fútbol Segunda Categoría 2017.

## Clubes
| Club             | País    | Año       |
| ---------------- | ------- | --------- |
| Rocafuerte F. C. | Ecuador | 2008-12   |
| C. S. Patria     | Ecuador | 2013-14   |
| Guayaquil S. C.  | Ecuador | 2015-17   |
| Toreros F. C.    | Ecuador | 2017      |
| Rocafuerte F. C. | Ecuador | 2017-19   |
| Guayaquil S. C.  | Ecuador | 2019-Act. |